# Лурье, Семён Владимирович
Семён Влади́мирович Лурье́ (Си́мха Лу́рья; 20 ноября 1867, Новогрудок, Минская губерния — 8 декабря 1927, Руан) — русский философ
, юрист, журналист, публицист, литературный критик и редактор, предприниматель.

## Биография
Окончил 2-ю варшавскую гимназию, юридический факультет Санкт-Петербургского университета (в списке получивших в 1890 году выпускные свидетельства по юридическому факультету поименован как Лурья Симха).
Занимался коммерцией, был совладельцем торгового дома «Наследники О. Г. Хишина» (отбельные, набивные, красильно-аппретурные фабрики в Подмосковье), председателем правления акционерного общества Серпуховской бумагопрядильни, по словам П. А. Бурышкина «один из самых примечательных людей, связанных с торгово-промышленной средой тогдашней Москвы».
Сотрудник редакций: журнала «Русская мысль» (в 1908—1911 годах заведовал в нём беллетристическим отделом), газеты «Русские ведомости», философских журналов (1890—1910). Печатался в «Историческом обозрении», «Восходе», «Московском еженедельнике», «Мире искусства» и других изданиях.
На Всероссийском демократическом совещании (14—22 сентября 1917, Петроград) представлял Московский Торгово-Промышленный комитет.
Эмигрировал в 1919 во Францию, жил в Париже. Профессор Русского коммерческого института в Париже. Участник парижской группы Партии народной свободы (1920). Печатался в журналах: «Звено», «Современные записки» и др.
Друг философа Льва Шестова. После смерти Лурье Шестов говорил о нём: «Ведь мы настолько срослись с ним, что мне трудно определить, что моё и что его».
Погиб в результате несчастного случая на Руанском вокзале, попав под поезд.

## Работы С. В. Лурье
- Лурье С. В. Секта ессеев // Историческое обозрение. Т.4. СПб., 1892. С. 94-114.
- Лурье С. В. К истории эллино-иудейского просвещения в Александрии // Историческое обозрение. Т.6. СПб., 1893. С. 97-134.
- Лурье С. В. Принципы эволюционизма и пределы их применения в науке об обществе // Вопросы философии и психологии. 1904. Кн. II (72). С. 162—204.
- Лурье С. В. Религиозная мистика и философия // Русская мысль. 1908. Кн. IV. Отд.2. С.41-56. Переизд.: Лурье С. В. Религиозная мистика и философия // Бердяев Н. А. Новое религиозное сознание и общественность. М., 1999. С.293―313.
- Лурье С. В. Религиозные искания в современной литературе. (Д. С. Мережковский. «Не мир, но меч». К будущей критике христианства. СПб., 1908 г.) // Русская мысль. 1908. № X. Отд. II. С. 44-67.
- Лурье С. В. О сборнике «Вехи» // Русская мысль. 1909. Кн. V. Переизд.: Лурье С. В. О сборнике «Вехи» // Вехи: Pro et contra. Антология. СПб., 1998. С .287―298.
- Лурье С. В. Жизнь и идеи. (Ответ С. Л. Франку) // Русская мысль. 1909. Кн. VII. С.162—169. Переизд.: Лурье С. В. Жизнь и идеи // Вехи: Pro et contra. Антология. СПб., 1998. С .364-373.
- Лурье С. В. «Плюрализм» Джемса // Русская мысль. М., 1911. Кн. VI. С.43-46. Рец. на кн.: Джемс У. Вселенная с плюралистической точки зрения. Пер. с англ. М., 1911.
- Лурье С. В. Два пути (Философия идеи и философия переживания) // Современные записки. 1921. Кн. VII. С.162—187.   (недоступная ссылка с 21-05-2013 [4439 дней])
- Лурье С. В. Странник по душам: (По поводу «Власти ключей» Льва Шестова) // Звено. Париж, 1923, 2 апреля, № 9. С.2.
- Лурье С. В. Общественность и идеология. По поводу статьи П. Б. Струве «Материнское лоно и героическая воля русской интеллигенции» (Русская мысль. 1923. № 1/2) // Современные записки. 1924. Кн. XVIII. С. 265—282  (недоступная ссылка с 21-05-2013 [4439 дней]).
- Лурье C.B. Лев Шестов: (К шестидесятилетию его рождения) // Последние новости. Париж, 1926, 25 февраля, № 1800. С.2.
- Лурье С. В. Сектантство и партийность // С. Н. Булгаков: pro et contra. Антология. СПб., 2003. Т.1. С.263―268.